# Abdulaziz al-Buloushi
Abdulaziz al-Buloushi (arabisch عبد العزيز البلوشي, DMG ʿAbd al-ʿAzīz al-Bulūšī; * 4. Dezember 1962) ist ein ehemaliger kuwaitischer Fußballspieler.

## Karriere
In seiner Zeit bei al-Qadsia stand er ohne Einsatz im Kader der kuwaitischen Nationalmannschaft bei der Weltmeisterschaft 1982.